# Internationella kvinnospelen 1926

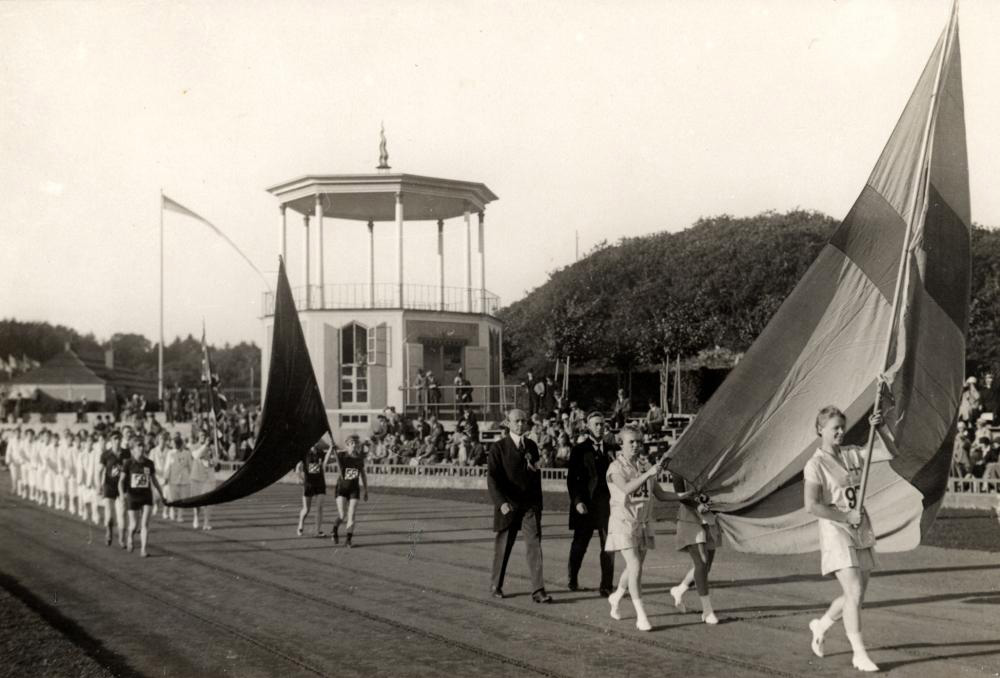
Öppningsceremoni

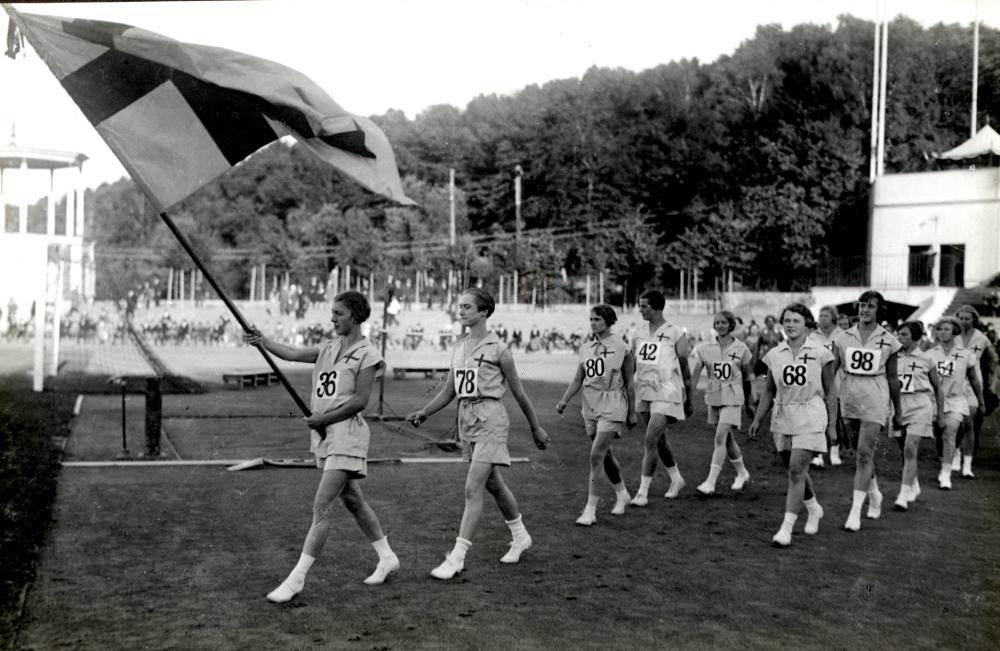
Inmarsch svenska laget

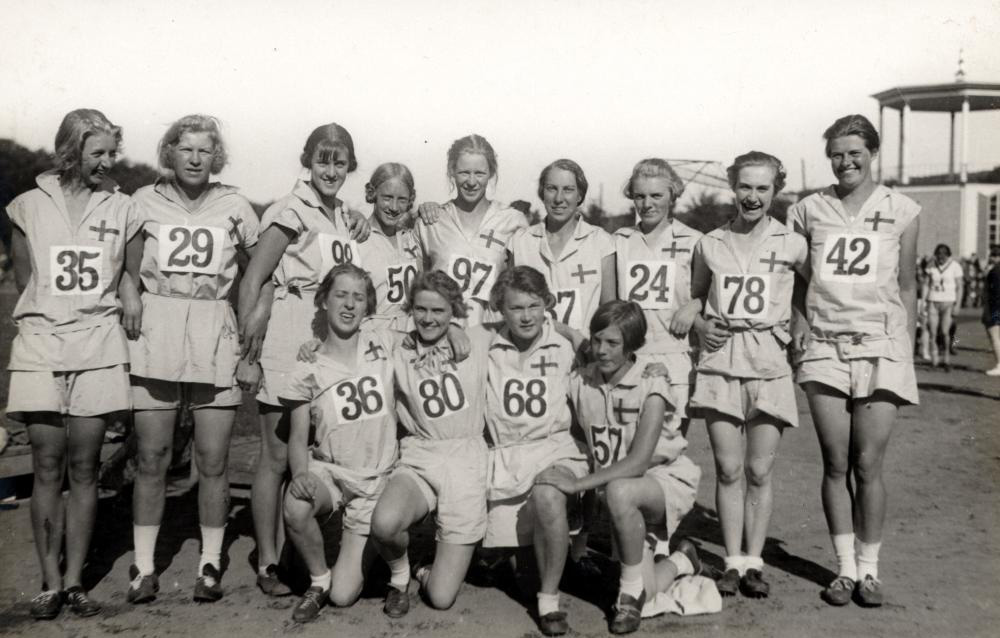
Svenska laget

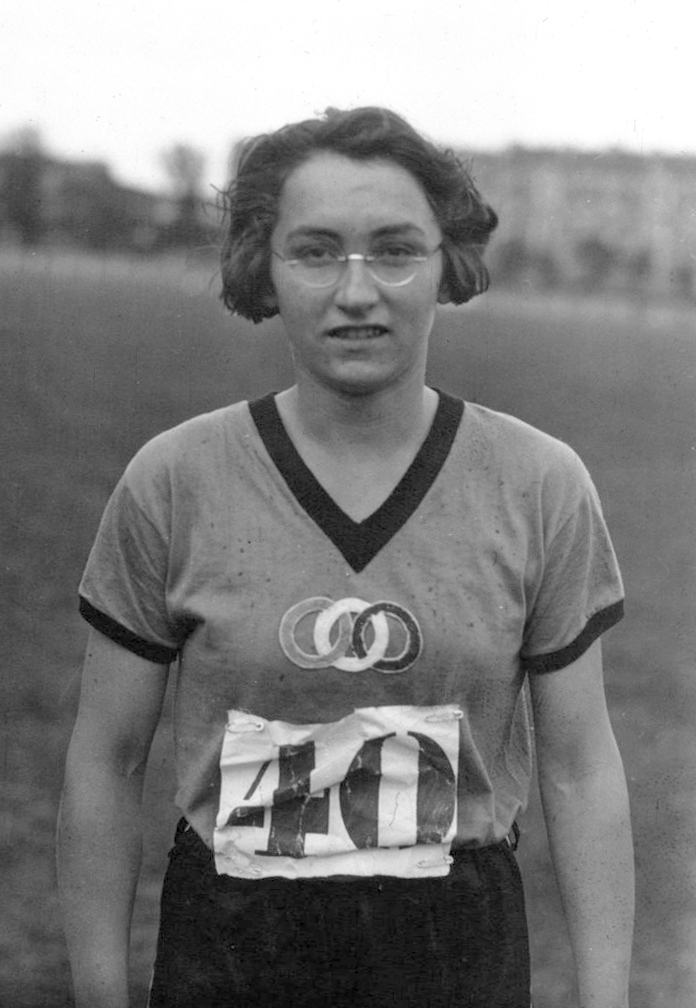
Marguerite Radideau

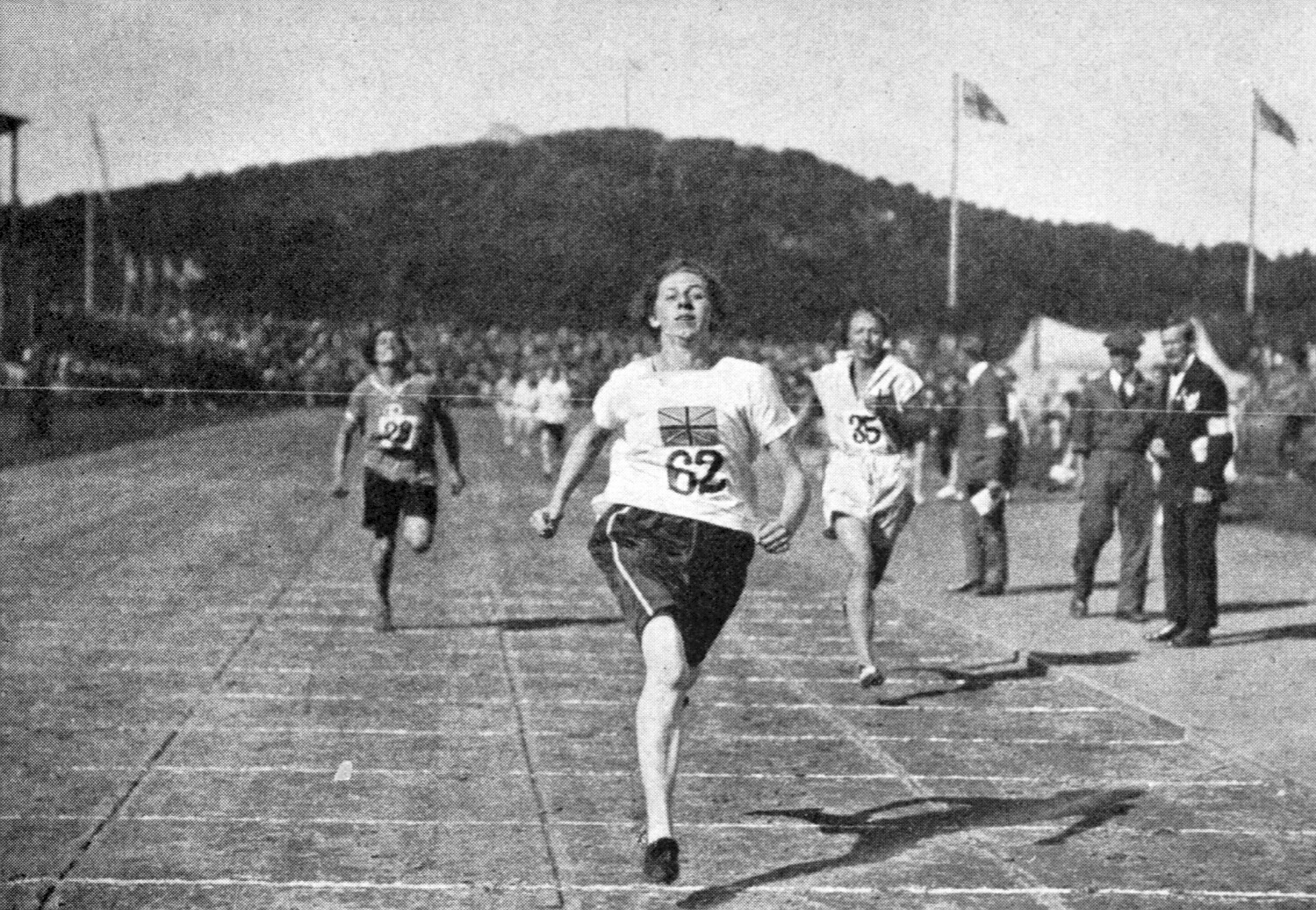
Edith Trickey, Inga Gentzel som 2.a

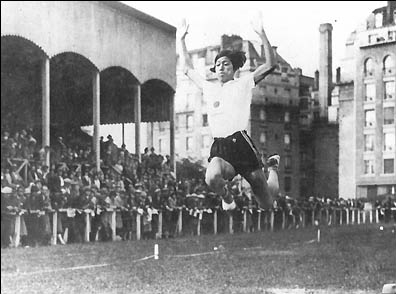
Hitomi Kinue

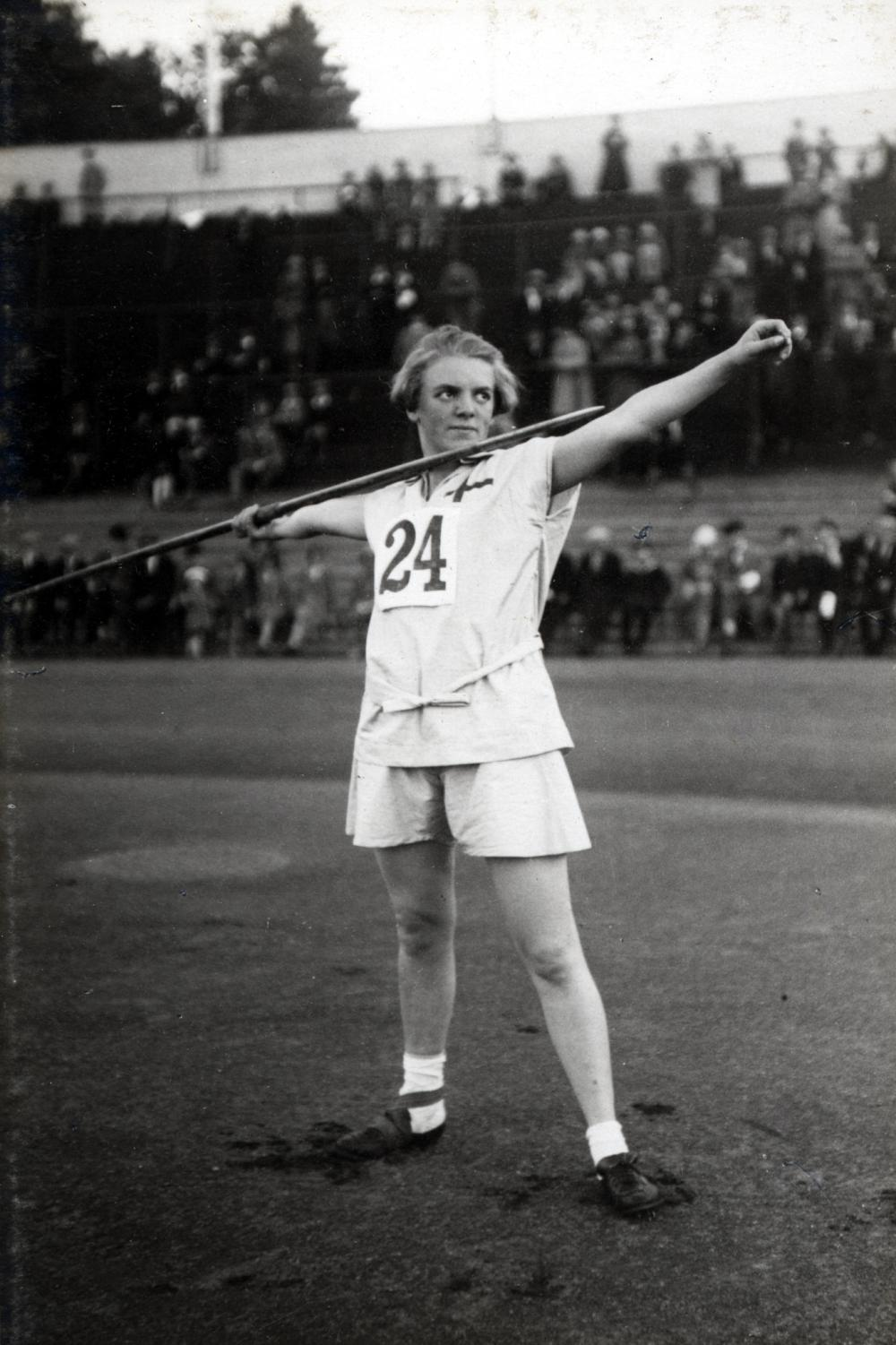
Anna Lisa Adelskiöld

Internationella kvinnospelen 1926 (svenska II. Internationella Kvinnliga Idrottsspelen, franska 2èmes Jeux Féminins Mondiaux, engelska 2nd International Ladies Games, tyska Die II. Internationalen Frauenspiele) var den andra internationella Damolympiaden, tävlingarna hölls den 27 till 29 augusti 1926 på Slottsskogsvallen i Göteborg
 och var ett betydande steg för damidrotten i Sverige.

## Tävlingarna
Tävlingen organiserades av Fédération Sportive Féminine Internationale under Alice Milliat och tillkom som en protest mot Internationella olympiska kommitténs (IOK) policy att endast tillåta damer till friidrott i enstaka grenar vid OS 1928., bland medlemmarna i organisationskommittén fanns bl.a. Arnold Bratt, Einar Lilie (ordförande i SKI), Per Welin, Sven Wijkman och Mary von Sydow.
Tävlingen samlade 100 deltagare från 8 nationer: Belgien, England, Frankrike, Japan, Lettland, Polen, Tjeckoslovakien och värdlandet Sverige.
| Lag | Land            | Deltagare | Lag | Land           | Deltagare |
| --- | --------------- | --------- | --- | -------------- | --------- |
| 1   | Belgien         | 5         | 2   | Frankrike      | 9         |
| 3   | Japan           | 1         | 4   | Lettland       | 4         |
| 5   | Polen           | 8         | 6   | Storbritannien | 21        |
| 7   | Tjeckoslovakien | 11        | 8   | Sverige        | 13        |

Deltagarna tävlade i 13 grenar: Löpning (60 meter, 100 yards, 250 meter, 1000 meter,  stafettlöpning 4 x 110 yards,  gång 1000 meter) och  häcklöpning 100 yards), höjdhopp, längdhopp, längdhopp utan ansats, diskuskastning, spjutkastning och kulstötning.
Spelen öppnades som vanliga Olympiska spelen med en öppningsceremoni och deltagarnas inmarsch , invigningstalet hölls av Mary von Sydow (gift med landshövdingen Oscar von Sydow). Tävlingen samlade cirka 20 000 åskådare och uppmärksammades relativt stort i olika tidningar.
Den svenska truppen bestod av Anna-Lisa Adelsköld, Ann-Margret Ahlstrand, Inga Greta Broman, Inga Gentzel, Elsa Haglund, Märta Johansson, Vera Jacobsson, Asta Plathino, Emy Pettersson, Sylvia Stave, Maud Sundberg-Nörklit, Ruth Svedberg och Elsa Svensson.

## Medaljörer, resultat
Placeringar i respektive gren
| Gren                         | Guld                                                                            | Guld   | Silver                                                                          | Silver | Brons                                                                                | Brons  |
| Löpning 60 meter             | Marguerite Radideau Frankrike                                                   | 7,8    | Florence Haynes Storbritannien                                                  | 7,8    | Rose Thompson Storbritannien                                                         | 7,8    |
| Löpning 100 yards            | Marguerite Radideau Frankrike                                                   | 11,8   | Rose Thompson Storbritannien                                                    | 11,8   | Kinue Hitomi Japan                                                                   | 12,0   |
| Löpning 250 meter            | Eileen Edwards Storbritannien                                                   | 33,4   | Vera Palmer Storbritannien                                                      | 34,6   | Marguerite Radideau Frankrike                                                        | 35,4   |
| Löpning 1000 meter           | Edith Trickey Storbritannien                                                    | 3.08,8 | Inga Gentzel Sverige                                                            | 3.09,4 | Louise Bellon Frankrike                                                              | 3.10,4 |
| Stafettlöpning 4 x 110 yards | Storbritannien med Dorothy Scouler Florence Haynes Eileen Edwards Rose Thompson | 49,8   | Frankrike med Louise Bellon Geneviève Laloz Yolande Plancke Marguerite Radideau | 51,2   | Tjeckoslovakien med Zdena Smolová Ludmila Sychrová Štepánka Kucerová Mária Vidláková | 52,8   |
| Häcklöpning 100 yards        | Ludmila Sychrová Tjeckoslovakien                                                | 14,4   | Edith White Storbritannien                                                      | 14,8   | Hilda Hatt Storbritannien                                                            | 15,0   |
| Gång 1000 meter              | Daisy Crossley Storbritannien                                                   | 5.10,0 | Albertine Regel Frankrike                                                       | 5.12,4 | endast 2 deltagare                                                                   |        |
| Höjdhopp                     | Hélène Bons Frankrike                                                           | 1,50   | Hilda Hatt Storbritannien                                                       | 1,45   | Inga Greta Broman Sverige                                                            | 1,45   |
| Längdhopp                    | Kinue Hitomi Japan                                                              | 5,50   | Muriel Gunn Storbritannien                                                      | 5,44   | Zdena Smolová Tjeckoslovakien                                                        | 5,28   |
| Stående längdhopp            | Kinue Hitomi Japan                                                              | 2,49   | Zdena Smolová Tjeckoslovakien                                                   | 2,47   | Barbara Holliday Storbritannien                                                      | 2,37   |
| Diskuskastning               | Halina Konopacka Polen                                                          | 37,71  | Kinue Hitomi Japan                                                              | 33,62  | Elsa Svensson Sverige                                                                | 31,78  |
| Spjutkastning två-hands*     | Anna-Lisa Adelsköld Sverige                                                     | 49,15  | Louise Fawcett Storbritannien                                                   | 45,41  | Elsa Haglund Sverige                                                                 | 45,06  |
| Kulstötning två-hands*       | Mária Vidláková Tjeckoslovakien                                                 | 19,54  | Elsa Svensson Sverige                                                           | 19,42  | Halina Konopacka Polen                                                               | 19,25  |

- Vid kastgrenarna kulstötning och spjutkastning kastade varje tävlande dels med höger hand och dels med vänster hand, därefter adderades respektive bästa kast till ett slutresultat

Övriga svenska resultat:
Ann-Margret Ahlstrand slutade på 4.e plats i höjdhopp, Vera Jacobsson kom på en 6.e plats i stående längdhopp, Märta Johansson kom på 7.e plats i löpning 100 yards och en 5.e plats i stående längdhopp, Emy Pettersson slutade på en 6.e plats i löpning 1000 meter, Asta Plathino slutade på en 4.e plats i längdhopp,  Ruth Svedberg kom på 4.e plats i diskus och slutade på en 5.e plats i kulstötning, Sverige kom på 4.e plats i stafetten (med Sylvia Stave, Vera Jacobsson, Märta Johansson och Asta Plathino).

## Slutställning
Ländernas slutplacering
| Placering | Land            | Poäng |
| --------- | --------------- | ----- |
| 1         | Storbritannien  | 50    |
| 2         | Frankrike       | 27    |
| 3         | Sverige         | 20    |
| 4         | Tjeckoslovakien | 19    |
| 5         | Japan           | 15    |
| 6         | Polen           | 7     |
| 7         | Lettland        | 1     |
| 8         | Belgien         |       |

En särskild minnesmedalj präntades till turneringen.